# Scott Walker (político)
Scott Kevin Walker (Colorado Springs, 2 de noviembre de 1967) es un político estadounidense del Partido Republicano, gobernador del estado de Wisconsin de 2011 a 2019. Entre los años 2002 y 2010 formó parte de la junta de gobierno del Condado de Milwaukee, y entre 1993 y 2002 ocupó un asiento en la Asamblea del Estado de Wisconsin.